# Exposition spécialisée de Stockholm 1949
L'Exposition sur le Sport de la Lingiad est une exposition dite « spécialisée » reconnue par le Bureau international des Expositions qui s’est déroulée du 27 juillet au 13 août 1949 à  Stockholm, en  Suède, sur le thème du sport et de la culture physique. Elle fut organisée en commémoration de la mort de Pehr Henrik Ling, un pédagogue suédois considéré comme « le père de la gymnastique suédoise (connue aujourd’hui comme « massage suédois »). Il s'agit de la seconde édition après celle de 1939, plus connue sous le nom « Lingiaden ».